# Боуда, Цирил
Цирил Боуда (чеш. Cyril Bouda; 14 ноября 1901, Кладно, Австро-Венгрия — 29 августа 1984, Прага, Чехословакия) — чешский художник, график и иллюстратор. Профессор живописи Карлова университета.

Марка Чехословакии к 400-летию Кладно, автор эскиза — Цирил Боуда, 1961(Sc #1047)

## Биография
Родился в 1901 году в Кладно в творческой семье, его отец был школьным учителем черчения. В 1923 году окончил Пражскую высшую школу прикладного искусства по классу Франтишека Киселы), в 1926 году — пражскую Академию изобразительных искусств, где учился у Макса Швабинского.
В 1946—1972 годах — профессор на педагогическом факультете Карлова университета. После Второй мировой войны работал в различных графических техниках (литография, ксилография и др.).

## Творчество
Создатель иллюстраций для многих книг, а также церковных витражей. Так, художник был автором иллюстраций к повестям Оскара Уайльда «Кентервильское привидение» (1928), Алоиса Йирасека «Невольница» (1936), поэме Карела Маха «Май» (1939), к «Сказкам» Ханса Кристиана Андерсена (1927) и другим.
Как график выступил дизайнером целого ряда чехословацких почтовых марок, в том числе миниатюры 1961 года, посвящённой 400-летию города, в котором он родился.

## Награды и память
Почётный гражданин Кладно (24 ноября 1974 года). В 1961 году был удостоен звания заслуженного художника, а в 1976 году — народного художника.
Был увековечен на почтовой марке Чехословакии 1989 года, вышедшей в связи с Днём чехословацкой почтовой марки.